# Грузовой фронт
Грузовой фронт — часть территории грузового района, на которой одновременно выполняется разгрузка и погрузка транспорта. Рядом с фронтами могут размещать склады, либо площадки для временного хранения грузов; также для погрузочно-разгрузочных работ может использоваться механизация, например, грузоподъёмные краны. Существуют ещё специализированные грузовые фронты, на которых выполняется погрузка-разгрузка однородных грузов, например, ISO-контейнеры или наливные грузы.
В зависимости от вида транспорта различают морские (речные), железнодорожные и автомобильные грузовые фронты.
- Морским грузовым фронтом по сути является причал, поэтому за единицу морского грузового фронта принимают причал, который может принять для обработки одно судно.
- Железнодорожным грузовым фронтом является грузовой железнодорожный путь, расположенный на площадке для погрузочно-разгрузочных работ. За расчетную единицу принимается железнодорожная грузовая оперативная площадка, на которую возможно принять под обработку одну подачу железнодорожного состава. Одна железнодорожная подача в свою очередь определяется соотношением длины грузовых путей к длине вагона. Длина грузовых путей при этом зависит от длины склада для грузов.
- Автомобильным грузовым фронтом является а также площадка для стоянки и маневрирования автомобилей под погрузкой и разгрузкой, место стоянки автомобилей на период ожидания погрузочно-разгрузочных работ. Помимо этого, в состав автомобильного грузового фронта порой включают и контрольно-пропускной пункт, на котором даже могут быть установлены весовые устройства.

На территории одного грузового района могут быть несколько разнотипных фронтов, как, например, автомобильный и железнодорожный (грузовая станция), либо железнодорожный и морской (морской порт). В случае с портами, где водный транспорт имеет больший приоритет, железнодорожные и автомобильные грузовые фронты, на которых осуществляется разгрузка на промежуточные склады, называются тыловыми.